# Martin Achard
Martin Achard (* 1971 in Québec) ist ein kanadischer Philosophiehistoriker auf dem Gebiet der antiken Philosophie.
Achard besuchte das Petit Séminaire de Québec (seit 2011 Collège François-de-Laval genannt). Nach einem Studium an der Universität Laval wurde er dort im Jahr 2000 in antiker Philosophie promoviert. Mit einem Stipendium des Conseil de recherches en sciences humaines du Canada absolvierte er ein Postdoc-Studium in der UPR 76 des Centre national de la recherche scientifique unter der Leitung von Alain-Philippe Segonds. Von 2007 bis 2008 war er wissenschaftlicher Mitarbeiter von Richard Sorabji am King’s College London, wo er an der Herausgabe der Ancient Commentators on Aristotle mitwirkte.
Achard arbeitet hauptsächlich zu Aristoteles und zum Neuplatonismus, neben Plotin vor allem zu der Paraphrase der Zweiten Analytik des Aristoteles durch den spätantiken Philosophen Themistios. Er hat daneben auch Gedichte veröffentlicht.

## Schriften (Auswahl)
Monographien, Editionen und Herausgeberschaften
- mit Lorenzo Ferroni, Jean-Marc Narbonne: Plotin. Œuvres complètes, Tome I, Volume I. Introduction – Traité 1 (I 6), Sur le beau. Les Belles Lettres, Paris 2012 (Collection des universités de France, Série grecque, 482).
- (Hrsg. mit Wayne Hankey und Jean-Marc Narbonne): Perspectives sur le Néoplatonisme. Les Presses de l’Université Laval, Québec 2009.
- (Hrsg. mit François Renaud): Le commentaire philosophique dans l’Antiquité (I). Numéro spécial du Laval théologique et philosophique, 64,1, 2008.
- (Hrsg. mit François Renaud): Le commentaire philosophique dans l’Antiquité (II). Numéro spécial du Laval théologique et philosophique, 64,3, 2008.
- Épistémologie et pratique de la science chez Aristote. Les Seconds Analytiques et la définition de l’âme dans le De Anima. Klincksieck, Paris 2004 (Études et commentaires, 106).

Artikel
- The Physicist and the Definition of Natural Things. Asclepius’ Interpretation of “Metaphysics” E 1. 1026a2-3. In: Dionysius 27, 2009.
- Jean Philopon, Commentaire aux « Seconds Analytiques », 12, 4-20, 2. In: Jean-Marc Narbonne, Paul-Hubert Poirier (Hrsg.), Gnose et Philosophie. Mélanges en hommage à Pierre Hadot. Les Presses de l’Université Laval, Québec 2009, S. 31–40.
- Themistius’ Paraphrase of “Posterior Analytics” 71a17-b8. An example of Rearrangement of an Aristotelian Text. In: Laval théologique et philosophique 64,1, 2008, S. 15–31.
- The Good’s Beauty is above Beauty. Plotinus’ Argument in “Ennead” VI.7[38].32-33. In: Robert Berchman, John Finamore (Hrsg.), Metaphysical Patterns in Platonism: Ancient, Medieval, Renaissance, and Modern. University Press of the South, Nouvelle-Orléans 2007, S. 45–56.
- La paraphrase de Thémistius sur le chapitre I 1 des « Seconds Analytiques ». In: Cahiers des études anciennes 43, 2006, S. 7–11.
- Philoponus’ Commentary on “Posterior Analytics”, I.1, 71a17-b8. A Translation. In: Dionysius 24, 2006, S. 139–148.
- Le Traité 54 de Plotin. À propos d’une traduction récente. In: Laval théologique et philosophique 62, 2, 2006, S. 381–388.
- La paraphrase de Thémistius sur les lignes 71 a 1-11 des « Seconds Analytiques ». In: Dionysius 23, 2005, S. 105–116.
- Une note sur la concordance des conceptions plotinienne et scotiste de la liberté divine. In: Journal of Neoplatonic Studies 14, 2004, S. 55–64.
- „Logos endiathetos“ et théorie des „lekta“ chez les stoïciens. In: Laval théologique et philosophique 57, 2, 2001, S. 225–233.
- Définition de l’âme et méthode de division : une note sur le « De Anima », II 1, 412 a 6-21. In: Angelicum 77, 2000, S. 397–405.
- Tradition et histoire de l’aristotélisme. Le point de vue des indices externes dans le problème de l’authenticité du traité des « Catégories ». In: Laval théologique et philosophique 56, 2, 2000, S. 307–351.

Gedichte
- D’angles et de pointes. L’Interligne, Ottawa 2011.

| Personendaten    | Personendaten                     |
| ---------------- | --------------------------------- |
| NAME             | Achard, Martin                    |
| KURZBESCHREIBUNG | kanadischer Philosophiehistoriker |
| GEBURTSDATUM     | 1971                              |
| GEBURTSORT       | Québec                            |